# Antolín Palomino
Antolín Palomino Olalla (Fuentenebro, 2 de septiembre de 1909 - Madrid, 26 de julio de 1995) fue un encuadernador español del siglo xx.

## Biografía
Era hijo de unos cordeleros burgaleses de la localidad de Fuentenebro. La temprana muerte de su padre dejó a su familia en la indigencia, por lo que sus hermanas ingresaron en el convento de  monjas de servicios domésticos, en Madrid. Antolín fue recogido por un tío suyo y posteriormente fue alumno en el Colegio del Corazón de María en Aranda de Duero y postulante de los Misioneros Hijos del Corazón de María en la localidad aragonesa de Alagón. Finalmente su madre decidió enviarlo a Madrid al Asilo de Huérfanos del Sagrado Corazón.
Antolín conoció la encuadernación en los talleres de los Hermanos de las Escuelas Cristianas, aprendiendo allí los primeros rudimentos de este oficio.
A los dieciocho años al terminar su estancia en el taller del Patronato, se instaló en Madrid junto a su madre, empezó a trabajar en el taller de José Blass (que era un artista alemán que había hecho venir Torcuato Luca de Tena para hacer el color de la revista Blanco y Negro) y después como profesor en el propio Asilo de Huérfanos.
Durante la Guerra Civil fue reclutado y destinado a la Sección de Cartografía del Ministerio de la Guerra en Madrid, donde había bastante libros de mapas y planos que Palomino restauró.
En 1942 estableció un pequeño taller en Madrid, desde  el que realizó trabajos de lujo para centros públicos y bibliófilos. En 1954 marchó a El Salvador, contratado por su presidente, Oscar Osorio, para formar encuadernadores en la Imprenta Nacional y en 1956 fue contratado por el Delegado del Generalísimo Trujillo, para formar la Escuela de Artes Gráficas en la República Dominicana.
En 1956 reabrió su taller madrileño, teniendo como cliente principal a Bartolomé March Servera, miembro de la familia March y reputado coleccionista y bibliofilo.
En el año 1982, siendo alcalde de Madrid Enrique Tierno Galván, cerró su taller y vendió todos sus útiles al ayuntamiento. Con ese material se acondicionó una Sección de Encuadernación en el Centro Cultural del Conde Duque, que después sería bautizada como "Escuela de Encuadernación Antolín Palomino Olalla" en su honor.
Antolín Palomino falleció en Madrid el 26 de julio de 1995 a los ochenta y cinco años.

## Obra
Antolín Palomino, puntilloso en extremo en cuanto a la importancia de su obra, destacó por sus suntuosas encuadernaciones. Fue la figura más relevante de España en este arte, sobre todo en la realización de "mosaicos" de pieles y en dorar algunos hierros, así como en sus papeles pintados para guardas.

## Méritos y condecoraciones[1]
- Segunda Medalla en la Exposición Nacional de Artes Decorativas (1949)
- Cruz de Caballero de Isabel la Católica (1959)
- Encomienda al Mérito Civil (1965)
- Encomienda de Isabel la Católica (1968)
- Medalla de Oro del Trabajo (1975)
- Medalla de Oro al Mérito en la Artesanía, del Excelentísimo Ayuntamiento de Madrid y la Cámara Oficial de Comercio e Industria de Madrid (1980)
- Medalla de Oro de Bellas Artes (1986)